# Crystal Chappell
Crystal Chappell (ur. 4 sierpnia 1965 w Silver Spring, Maryland) – amerykańska aktorka telewizyjna, znana najbardziej z ról w operach mydlanych.

## Życiorys
Chappell wychowywała się w stanie Maryland, w USA. W 1988 roku wyszła za mąż za Scotta Fanjoya. W 1989 roku zadebiutowała w serialu Szpital miejski epizodyczną rolą pielęgniarki. W 1990 roku przyjęła rolę w operze mydlanej Dni naszego życia, gdzie pozostała w obsadzie do 1993 roku. W 1991 rozwiodła się z mężem. 
W 1993 roku, Crystal zwyciężyła w kategorii Najseksowniejsza Aktorka w plebiscycie magazynu Soap Opera Digest.
W 1997 roku, aktorka ponownie wyszła za mąż. Jej mężem został Michael Sabatino. Mają dwójkę dzieci - Jacoba (ur. 11.05.2000) oraz Dylana (ur. 2.09.2003).
W 1999 roku, aktorka przyjęła rolę w Guiding Light. Za postać Olivii Spencer otrzymała w 2002 roku nagrodę Emmy. Za tę postać była również nominowana w latach 2006, 2007 i 2008. W 2009 roku, w serialu pojawił się wątek homoseksualny - Olivia zakochała się w kobiecie. Wątek nie spodobał się widzom, więc został wycofany. W tym samym roku, serial został zdjęty z anteny.
W 2009 roku, Chappell postanowiła spróbować swoich sił po drugiej stronie kamery. Stworzyła serial internetowy Venice: The Series. Została producentką i scenarzystką serialu. Wyreżyserowała również większość odcinków. Serial został doceniony i w 2011 roku wygrał nagrodę Emmy.
W 2009 roku, aktorka powróciła do serialu Dni naszego życia. Za swoją rolę była nominowana do nagrody Emmy w 2012 roku. W 2011 roku, Crystal opuściła obsadę.
W 2012 roku, Chappell dołączyła do obsady serialu Moda na sukces, gdzie gra rolę Danielle. Jej bohaterka jest homoseksualna. Danielle tworzy związek z Karen Spencer i mają razem córkę - Caroline.

## Filmografia

### Filmy
- 1992: One Stormy Night jako Carly Manning
- 1993: Night Sins jako Carly Manning
- 1994: Bigfoot: The Unforgettable Encounter jako Samantha
- 1994: Lady in Waiting jako Elizabeth Henley
- 2013: The Grove jako Nico

### Seriale
- 1989: Wszystkie moje dzieci jako Janey
- 1990: Santa Barbara jako Jane Kingsley
- 1990–1993, 2009–2011: Dni naszego życia jako Carly Manning
- 1994: Jedwabne pończoszki jako Deborah Buchard
- 1994: Diagnoza morderstwo jako Eve Laurie
- 1995: Strażnik Teksasu jako Stacy
- 1995: Prawo Burke’a jako Marilyn Divine
- 1995–1997: Tylko jedno życie jako Maggie Carpenter
- 1997: Jedwabne pończoszki jako Bertha Roberts
- 1998: Baza Pensacola jako porucznik Keaton
- 1998: Mroczne dziedzictwo jako Jessica Lansing
- 1999–2009: Guiding Light jako Olivia Spencer
- 2009-: Venice: The Series jako Gina Brogno
- 2012-: Moda na sukces jako Danielle
- 2013: The Inn jako Jane

## Nagrody
- Nagroda Emmy
  - 2002 Guiding Light
  - 2011 Venice: The Series